# Эз-Зарка
Эз-Зарка́ (также Зарка́, араб. الزرقاء‎) — город в Иордании, административный центр мухафазы Эз-Зарка. С арабского название города переводится как «синий».

## История
Город Эз-Зарка был основан чеченцами в 1902 году, которые вынуждены были покинуть свою родину в результате политики Российской империи.
Город Эз-Зарка, является центром чеченского населения в Иордании, главным образом руководство в городе занимают представители чеченской национальности.
Миграция населения в Эз-Зарку постепенно усиливалась с 1940-х годов. Более 50 % населения города является беженцами с Западного берега реки Иордан, переселившимися туда во время Шестидневной войны. Климат в Эз-Зарке пустынный, гораздо суше, чем в соседнем Аммане. Местной достопримечательностью является замок Каср-Шабиб.

## География
Расположен в 20 км к северо-востоку от Аммана, на реке Сейль-эз-Зарка, на высоте 568 м над уровнем моря.

## Население
По данным на 2007 год население Эз-Зарки составляет 494 655 человек, что делает её вторым по величине городом в стране после Аммана. Население городской агломерации по данным на 2010 год насчитывает около 700 000 человек, что делает её крупнейшией агломерацией Иордании (после Аммана и Ирбида). Около 98 % населения города составляют мусульмане, имеется также христианская диаспора.

## Экономика

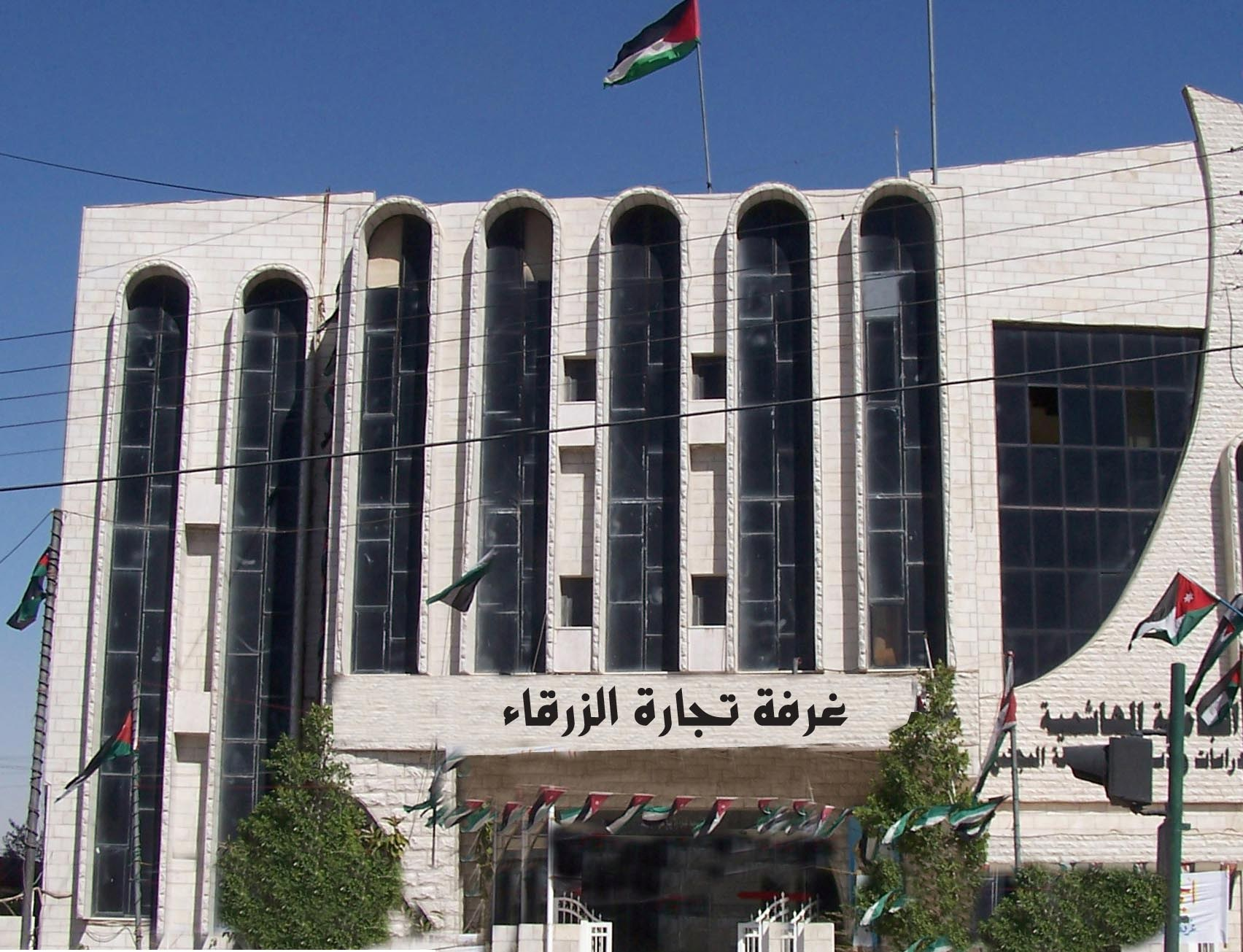
Торговая палата в Зарке

Эз-Зарка — промышленный центр Иордании, в котором расположено более 50 % иорданских предприятий. Рост промышленности в городе стал результатом низких цен на недвижимость и близости к столице Иордании Амману. В Эз-Зарке расположены некоторые жизненно важные для экономики Иордании предприятия, например единственный в Иордании завод по переработке нефти.
Иорданское правительство утвердило[когда?] проект строительства новых кварталов в городе, в которых смогут разместиться более 370 000 жителей. Проект финансируется корпорациями из Саудовской Аравии. В рамках проекта будут также построены новые офисы. Предполагается строительство железнодорожной ветки до Аммана.